# Ingalill Olsen

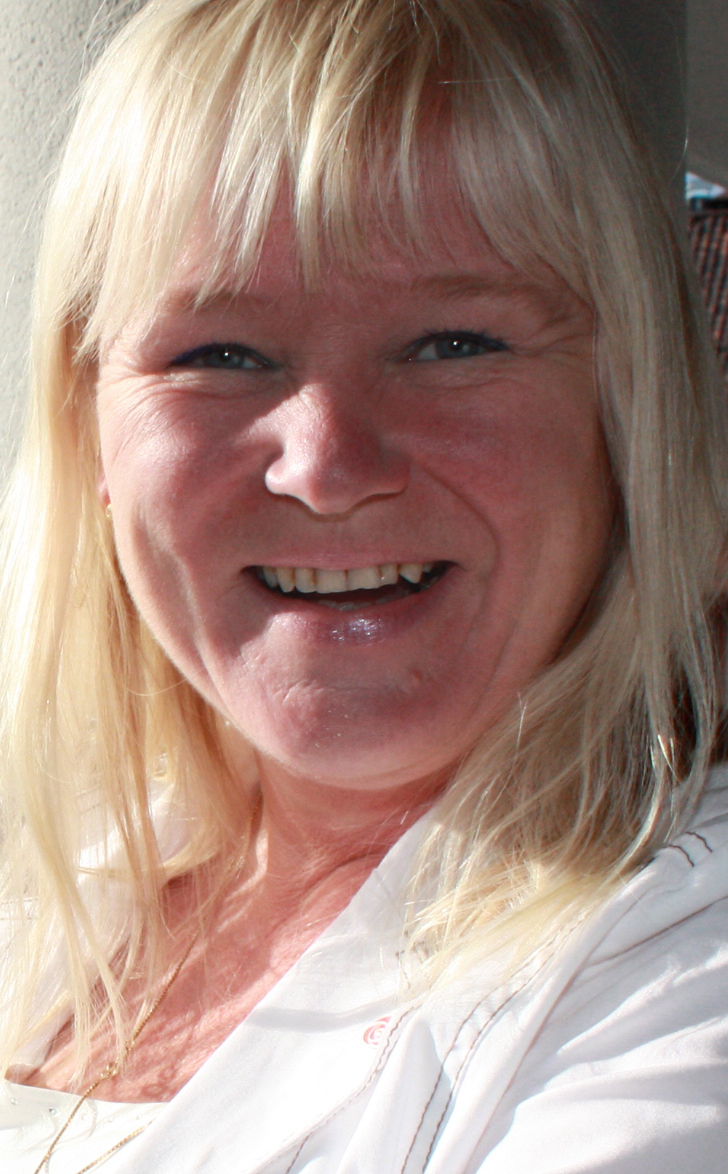
Ingalill Olsen, 2009

Ingalill Olsen (* 15. Dezember 1955) ist eine norwegische Politikerin der sozialdemokratischen Arbeiderpartiet (Ap). Von 2009 bis 2013 sowie erneut von 2017 bis 2021 war sie Abgeordnete im Storting.

## Leben
Ingalill Olsen kam als Tochter der Hausfrau Alfhild Kemmervik und des späteren Fischereiministers Trygve Olsen zur Welt. In der Zeit von 1973 bis 1974 besuchte sie die weiterführende Schule Røros im Kunst- und Handwerkszweig. Später studierte sie bis 1980 an der Lehrerhochschule in Finnmark, woraufhin sie bis 1986 als Lehrerin in Havøysund arbeitete. Olsen war anschließend bis 1995 als pädagogische Beraterin für die Kommune Måsøy tätig. Sie saß zudem in den Jahren 1987 bis 2009 im Kommunalparlament der Gemeinde, ab 1995 diente sie dabei die Bürgermeisterin.
Olsen zog bei der Parlamentswahl 2009 erstmals in das norwegische Nationalparlament Storting ein. Dort vertrat sie den Wahlkreis Finnmark und sie wurde anschließend stellvertretende Vorsitzende des Kommunal- und Verwaltungsausschuss. Von Oktober 2010 bis September 2013 war sie zudem Mitglied im Fraktionsvorstand der Arbeiderpartiet. Bei der Wahl 2013 verpasste sie den erneuten Einzug und sie kehrte erst nach der Stortingswahl 2017 ins Parlament zurück. Sie wurde schließlich Teil des Transport- und Kommunikationsausschusses.
Im April 2020 gab sie bekannt, bei der Parlamentswahl 2021 nicht erneut für einen Sitz im Storting kandidieren zu wollen. In der Folge schied sie im Herbst 2021 aus dem Parlament aus.